# SV Werder Bremen
SV Werder Bremen este un club de fotbal din Bremen, Germania, care evoluează în Bundesliga. Clubul a fost fondat în 1899 de un grup de șaisprezece studenți care au câștigat un premiu la un concurs de echipamente sportive, cu numele de FV Werder.

## Istoria clubului
Echipa s-a bucurat de un succes timpuriu, reușind să câștige un campionat local. Acest club a fost primul club care a reușit să adune un număr ridicat de spectatori, spectatorii înconjurând în totalitate terenul. Datorită întreruperii campionatului în Primul Război Mondial, echipa a ales să practice alte sporturi pe durata acestuia, și astfel și-a schimbat numele în SV Werder Bremen (1920). Fotbalul a rămas însă interesul principal, iar în 1922 au devenit primul club din Germania care a angajat un antrenor profesionist de fotbal. Werder Bremen a rămas în spuma fotbalului național de-a lungul anilor '30 și '40. Clubul a fost închis pe parcursul celui de-al doilea război mondial, ca orice altă organizație germană, fiind reînființat în 1945 și primind numele de Clubul gimnastic și sportiv Werder. Ulterior, numele clubului a suferit câteva schimbări, iar din 1946 primește numele pe care îl are și în prezent, SV Werder Bremen.
În 1961 au câștigat prima dată Cupa Germaniei, iar în 1963, când s-a alcătuit Bundesliga, erau cotați a doua echipă ca valoare după Hamburger SV. Anul următor după câștigarea cupei au obținut și primul titlu de campionat național. Devenind o personalitate înaltă a Germaniei, au terminat pe poziția secundă în sezonul 1967-1968, dar niciodată nu au lipsit din prima jumătate a Bundesligii timp de 12 ani. De atunci, Werder a început să cheltuie foarte mulți bani pentru a cumpăra talentele vremii, și au fost supranumiți Milionarii. Această campanie a sfârșit prin prima retrogradare din istorie, în cel mai amar sezon care a existat până atunci, cel din 1980, 1981, încheiat de Werder Bremen pe locul 17.
Direcția a fost schimbată brusc de noul antrenor Otto Rehhagel, care a promovat clubul în Bundesliga 1, a ridicat-o într-un mod fantastic, câștigând Campionatul Germaniei în 1988, participând la finala cupei anul viitor, și cucerind-o în sezonul 1990-1991. Seria victoriilor a fost urmată de un triumf suprem: Câștigarea Cupei Cupelor (1992).
Otto Rehhagel a făcut din Werder Bremen un faimos lider al Germaniei, membru al echipelor reprezentative pentru întreaga Europă. După plecarea marelui antrenor în 1995, a venit o prăbușire bruscă pentru Werder. În mai 1999, clubul alb-verde a fost salvat de antrenorul actual, Thomas Schaaf, care a condus-o la un nou succes în Cupa Germaniei. Anii următori nu au adus performanțe până în 2004, când au devenit al patrulea club ce deținea dubla națională. Victoria anterioară i-a trimis în Liga Campionilor, unde au atins optimile, locul umilinței de 2-10 în fața lui Olympique Lyonnais. Werder Bremen s-a calificat și sezonul următor în Liga Campionilor, (de data aceasta de pe locul 3) și a obținut aceeași performanță, dar fiind învinși de Juventus Torino.

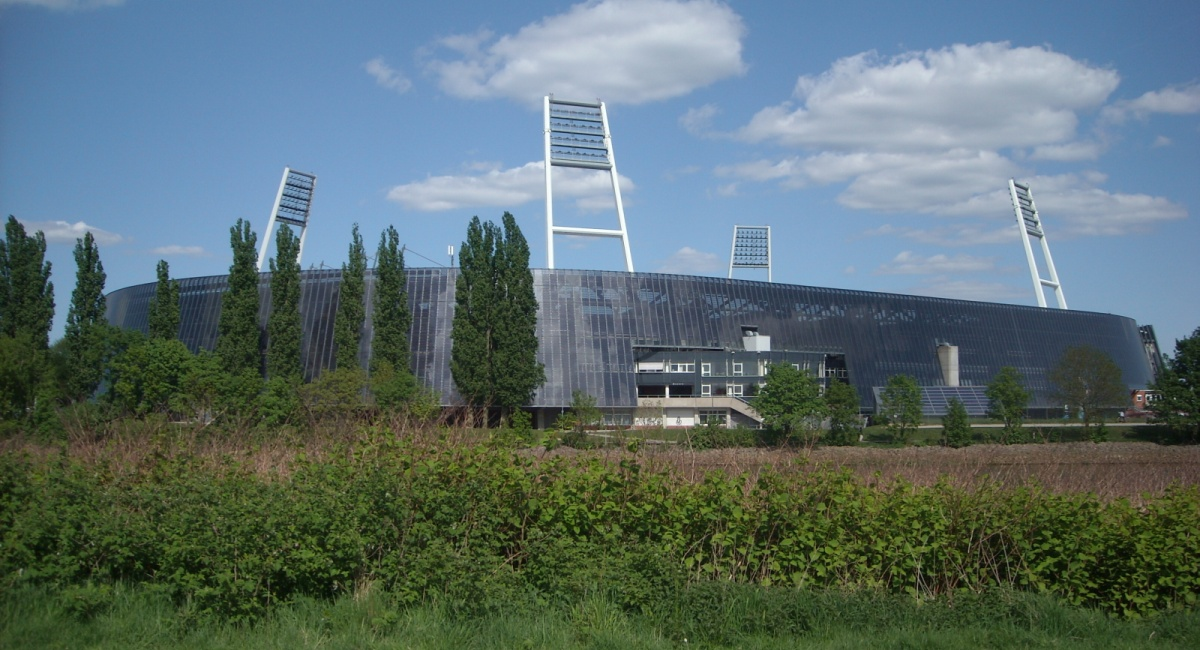
Weserstadion

Werder Bremen au devenit în sezonul 2006-2007 Campionii iernii, situându-se pe locul 1 în prima perioadă, când a nins aproape pe tot teritoriul Germaniei. Werder Bremen a reușit să înscrie câte 6 goluri în 3 dintre partide (contra lui VFL Bochum, FSV Mainz 05 și Eintracht Frankfurt). În Liga Campionilor, clubul a obținut un egal contra fostei campioane, FC Barcelona, și o victorie în fața unei actuale semi-finaliste, Chelsea Londra. Gruparea germană a fost la un pas de a se califica mai departe dintr-o grupă foarte grea. După această călătorie fantastică în Europa, Werder a avut neșansa de a pierde pe Camp Nou, și a termina pe poziția a treia. Retrogradați în Cupa UEFA, cei de la Werder Bremen au ajuns până în semi-finale, eliminând niște formații destul de puternice: Ajax Amsterdam (victorie 3-0; înfrângere 3-1), RC Celta Vigo (victorie 1-0; victorie 2-0) și AZ Alkmaar (egal 0-0; Victorie 4-1). Ca final al acestui turneu triumfător, au suferit o umilitoare dublă înfrângere cu RCD Espanyol, echipă ajunsă la bătălia de la retrogradare în Spania. Scorul total a fost 5-1 pentru RCD Espanyol. Cupa Germaniei le-a adus alb-verzilor o eliminare încă din prima manșă, contra unei echipe care sezonul trecut nu era nici în Bundesliga 2, și anume, FK Pirmasens. În ce privește campionatul național, anul 2007 a început cu o victorie de 2-0 contra lui Bayer Leverkusen, dar a continuat cu 3 eșecuri consecutive. Unul dintre acestea a fost chiar în fața noii și surprinzătoarei campioane, VfB Stuttgart. Finalul de campionat a adus iarăși o calificare în Liga Campionilor de pe locul 3 și vestea prelungirii contractului atacantului croat Ivan Klasnic.

## Cultura clubului
Werder Bremen a avut lungi relații de prietenie cu Rot-Weiss Essen și FC Kaiserslautern, ambele evoluând acum în Bundesliga 2. Toate cele 3 echipe au o strânsă rivalitate cu Bayern München, și o recentă dar intensă confruntare cu Schalke 04. Cei din urmă au pornit-o datorită faptului că managerul lor a reușit să facă foarte mulți jucători ai lui Werder să plece la alte cluburi din cauza dorinței enorme de ai cumpăra. Dintre aceștia îi putem aminti pe: Ailton, plecat la Grasshoper; Mladen Krstajic, Frank Rost, plecați la Hamburger SV; Oliver Reck, acum retras și Fabian Ernst, ajuns chiar la Schalke 04.
Bremen este de asemenea un oraș de la coastă, singurul în afară de Hamburg. Administrația clubului a folosit acest lucru ca un motiv, și fiecare gol al lui Werder este sărbătorit de un vapor animat. Același lucru le-a și dat suporterilor porecla de Fischköppe, ceea ce înseamnă capete de pește.
O altă caracteristică a lui Werder Bremen este faptul că a atras un număr mare de fotbaliști din cea mai mare peninsulă a Europei, Scandinavia. Ca ultim simbol important al echipei, avem statisticile care arată că este al doilea club iubit de fani din toată Germania.

## Palmares
Werder Bremen este unul din cluburile mari germane, având o colecție de trofee demnă de vizitat. Clubul are în palmares următoarele titluri: 
- Campionatul Germaniei -  de 4 ori (1964–65, 1987–88, 1992–93, 2003–04)
- Cupa Germaniei - de 6 ori (1960–61, 1990–91, 1993–94, 1998–99, 2003–04, 2008–09)
- Cupa Cupelor UEFA - o dată (1992)
- Cupa Ligii Germaniei - o dată (2006)
- Supercupa Germaniei de 4 ori (1988, 1993, 1994, 2009 (neoficială))

## Weserstadion
Weserstadion este stadionul din Bremen care este folosit la mai multe sporturi, dar întotdeauna a fost dominant fotbalul. Weserstadion a fost construit în 1909 doar ca teren de fotbal, aparținând clubului SV Werder Bremen (în vremea aceea purtând alt nume și echipa și stadionul). În 1926 s-au construit tribune în jurul terenului, datorită popularității lui Werder și a numărului de spectatori care veneau la meciuri. Acest proiect l-a transformat într-un stadion modern la vremea respectivă, și peste 4 ani a primit numele actual. În anii următori asociația de sporturi Werder Bremen a organizat și alte jocuri pe lângă fotbal găzduite de același stadion. Weserstadion a rezistat de-a lungul celui de-al doilea război mondial fără a suferi daune, iar în 1963 tribunele au fost acoperite. Ultimul proiect memorabil în structura lui a fost construirea unei loje VIP în 1992.

## Lotul actual
La 7 august 2025. 
| Nr. |           | Poziție | Jucător              |
| --- | --------- | ------- | -------------------- |
| 1   | Germania  | P       | Michael Zetterer     |
| 2   | Belgia    | M       | Olivier Deman        |
| 4   | Germania  | F       | Niklas Stark         |
| 5   | Germania  | F       | Amos Pieper          |
| 6   | Danemarca | M       | Jens Stage           |
| 8   | Germania  | F       | Mitchell Weiser      |
| 9   | Germania  | A       | Keke Topp            |
| 10  | Germania  | M       | Leonardo Bittencourt |
| 11  | Germania  | A       | Justin Njinmah       |
| 14  | Belgia    | M       | Senne Lynen          |
| 17  | Austria   | A       | Marco Grüll          |
| 19  | Belgia    | A       | Samuel Mbangula      |
| 20  | Austria   | M       | Romano Schmid        |
| 21  | Norvegia  | A       | Isak Hansen-Aarøen   |
| 22  | Argentina | F       | Julián Malatini      |

| Nr. |          | Poziție | Jucător                                          |
| --- | -------- | ------- | ------------------------------------------------ |
| 24  | Croația  | M       | Patrice Čović                                    |
| 25  | Germania | P       | Markus Kolke                                     |
| 27  | Nigeria  | F       | Felix Agu                                        |
| 28  | Franța   | M       | Skelly Alvero                                    |
| 29  | Germania | A       | Salim Musah                                      |
| 30  | Germania | P       | Mio Backhaus                                     |
| 31  | Germania | F       | Karim Coulibaly                                  |
| 32  | Austria  | F       | Marco Friedl (căpitan)                           |
| 33  | Germania | F       | Mick Schmetgens                                  |
| 34  | Germania | M       | Wesley Adeh                                      |
| 35  | Germania | M       | Leon Opitz                                       |
| 37  | Bulgaria | P       | Stefan Smarkalev                                 |
| 39  | Austria  | F       | Maximilian Wöber (împrumutat de la Leeds United) |
| 40  | Togo     | M       | Dikeni Salifou                                   |

## Jucători faimoși
SV Werder Bremen este un club vechi după cum ați văzut în articolele anterioare, și, de asemenea unul din cele mai glorioase. Știind acest lucru, se înțelege de la sine că a avut unii din marii fotbaliști germani. Printre aceștia se numără și una din legendele vii ale națiunii,  Rudi Völler. Ei sunt: 

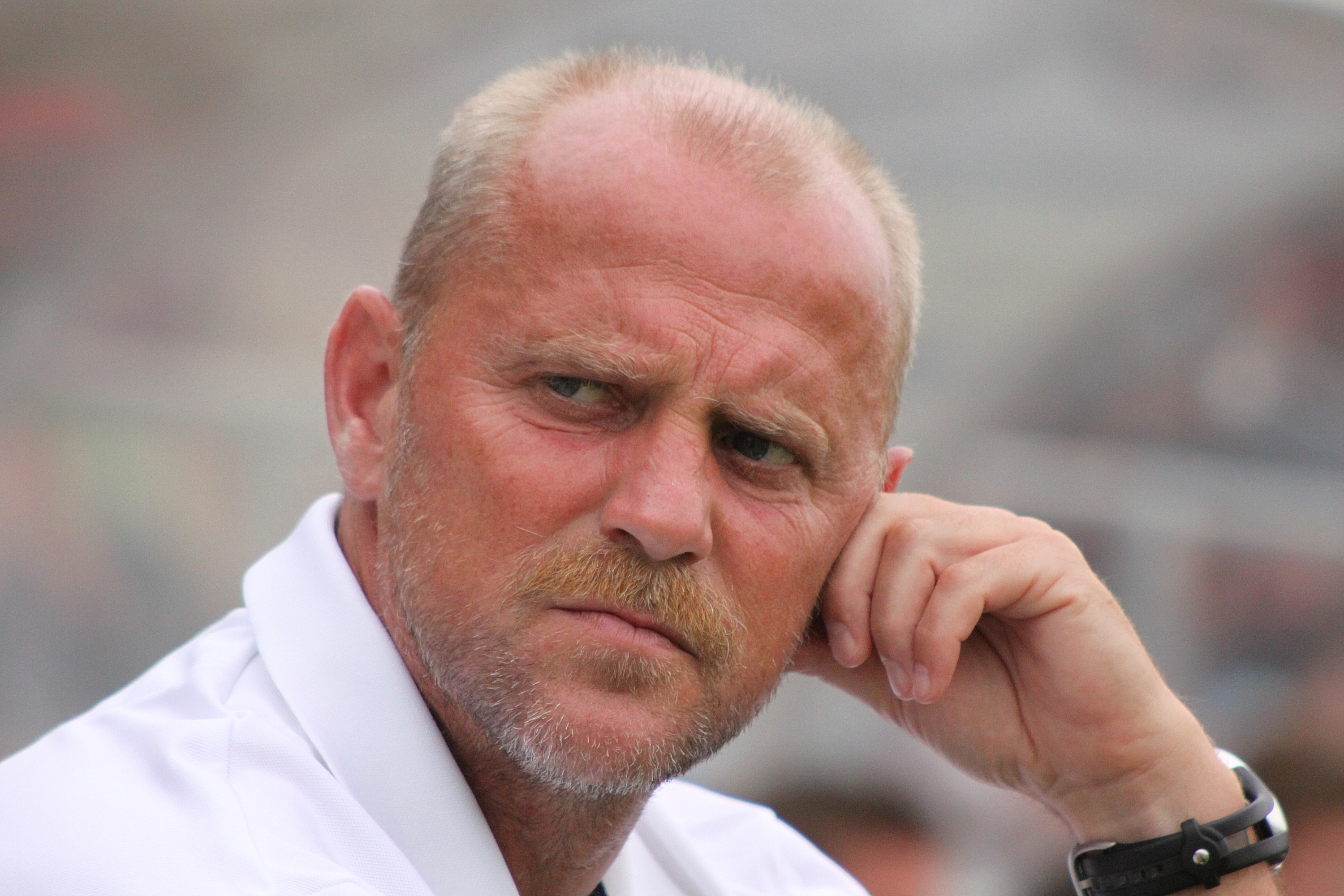
Thomas Schaaf a jucat toată cariera pentru Werder Bremen și a fost antrenor principal al echipei din 1999 până în 2013.

| - Ailton - Richard Ackerschott - Klaus Allofs - Mario Basler - Günter Bernard - Rune Bratseth - Marco Bode - Jens Todt - Uli Borowka - Dieter Burdenski - Angelos Charisteas - Ümit Davala - Dieter Eilts |  | - Günter Hermann - Andreas Herzog - Horst-Dieter Höttges - Valerien Ismael - Ivan Klasnić - Miroslav Klose - Hany Ramzy - Mladen Krstajic - Johan Micoud - Benno Möhlmann - Frank Neubarth - Yasuhiko Okudera - Frank Ordenewitz |  | - Claudio Pizarro - Uwe Reinders - Karlheinz Riedle - Wynton Rufer - Thomas Schaaf - Willi Schröder - Arnold Pico Schütz - Nelson Valdez - Rudi Völler - Mirko Votava - Tim Borowski - Torsten Frings - Lee Dong-Gook |  | - Diego |

## Antrenori renumiți
- Felix Magath
- Otto Rehhagel
- Thomas Schaaf

## Sezoane recente
| Sezon     | Divizie                 | Poziție |
| 1999–2000 | Regionalliga Nord (III) | 5       |
| 2000–01   | Regionalliga Nord       | 15      |
| 2001–02   | Regionalliga Nord       | 10      |
| 2002–03   | Regionalliga Nord       | 6       |
| 2003–04   | Regionalliga Nord       | 5       |
| 2004–05   | Regionalliga Nord       | 14      |
| 2005–06   | Regionalliga Nord       | 12      |
| 2006–07   | Regionalliga Nord       | 8       |
| 2007–08   | Regionalliga Nord       | 5       |
| 2008–09   | 3. Liga (III)           |         |

## Werder Bremen III
Cel de-al treilea club de rezerve a echipei Werder Bremen este Werder Bremen III. Clubul evoluează în liga a V-a din Germania.